# 王家大院

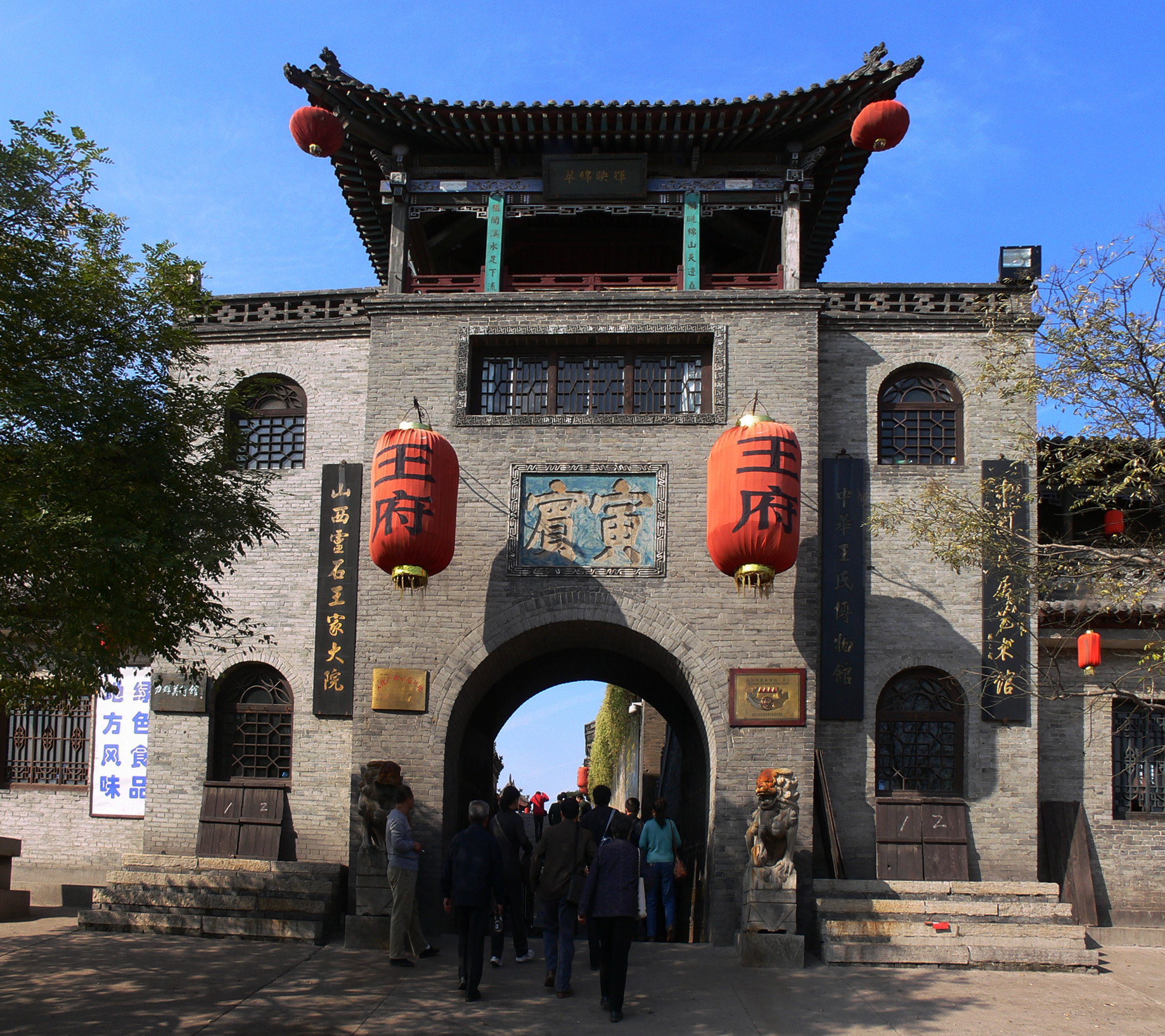
王家大院への入り口

王家大院（おうけだいいん）は一般人が代々住んで築いた城郭居住場所で、中国山西省晋中市霊石県にあり、平遥古城にも近い。中国歴史文化名鎮、中国歴史文化名村の一つで、2006年には全国重点文物保護単位にも指定されている。王家がおもに清朝時代に住んでいた。